# Brücken (près Birkenfeld)
Pour les articles homonymes, voir Brücken.
Brücken est une municipalité allemande située dans le land de Rhénanie-Palatinat et l'arrondissement de Birkenfeld.